# Municipio de St. John (Indiana)
El municipio de St. John (en inglés: St. John Township) es un municipio ubicado en el condado de Lake en el estado estadounidense de Indiana. En el año 2010 tenía una población de 66741 habitantes y una densidad poblacional de 654,55 personas por km².

## Geografía
El municipio de St. John se encuentra ubicado en las coordenadas 41°28′41″N 87°27′42″O / 41.47806, -87.46167. Según la Oficina del Censo de los Estados Unidos, el municipio tiene una superficie total de 101.97 km², de la cual 101.53 km² corresponden a tierra firme y (0.43%) 0.44 km² es agua.

## Demografía
Según el censo de 2010, había 66741 personas residiendo en el municipio de St. John. La densidad de población era de 654,55 hab./km². De los 66741 habitantes, el municipio de St. John estaba compuesto por el 89.49% blancos, el 3.42% eran afroamericanos, el 0.2% eran amerindios, el 2.26% eran asiáticos, el 0.03% eran isleños del Pacífico, el 2.92% eran de otras razas y el 1.69% pertenecían a dos o más razas. Del total de la población el 9.98% eran hispanos o latinos de cualquier raza.